# Кар'єрний автосамоскид

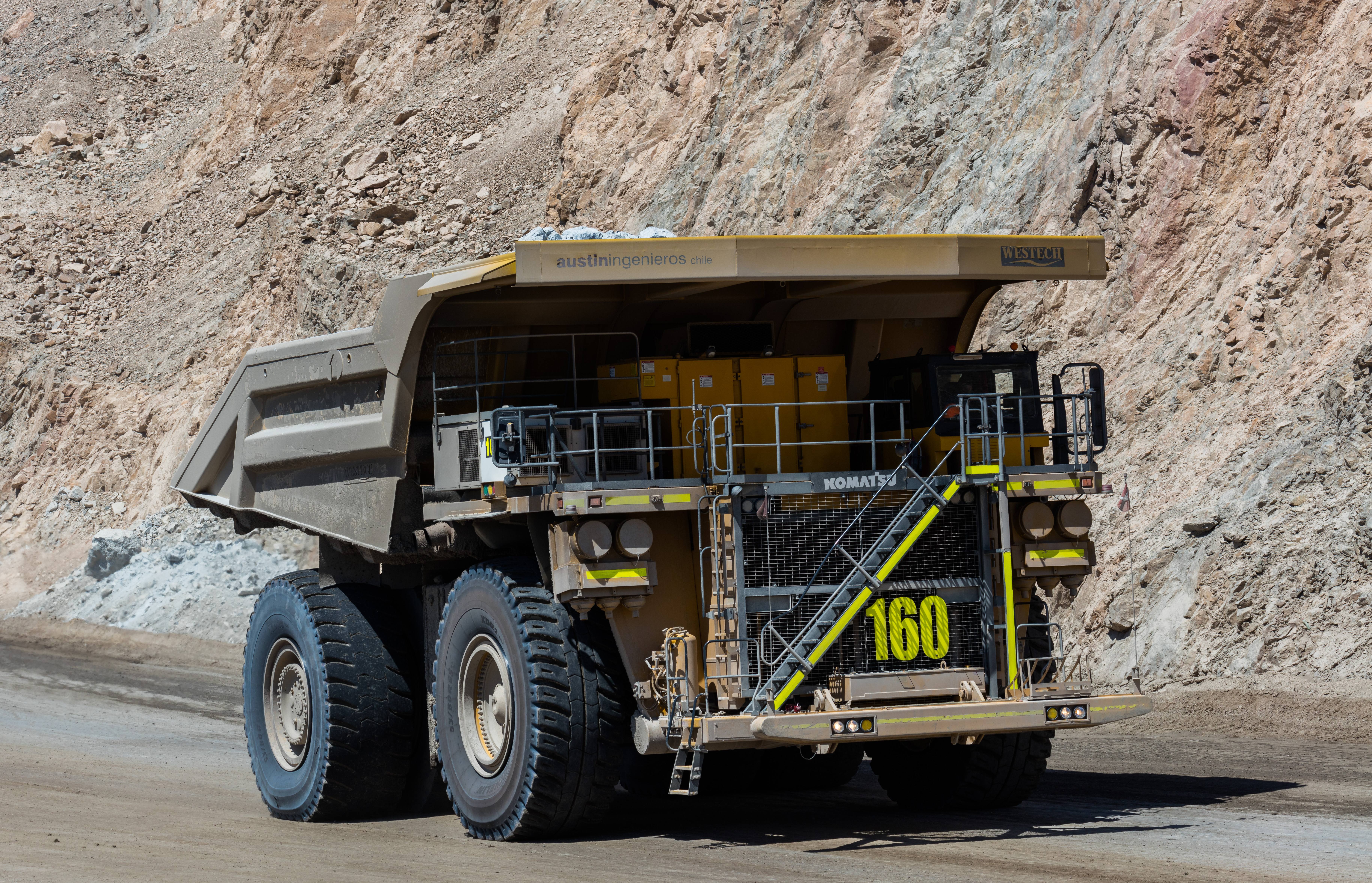
Кар'єрний автосамоскид

Кар'єрний автосамоскид — вантажний автомобіль з посиленим кузовом, який перекидається для розвантаження за допомогою гідравлічних циліндрів. Використовується для транспортування розкривних порід і корисних копалин на відкритих гірничих роботах.
В залежності від виду вантажу, конструктивного виконання та джерел живлення двигуна розрізняють: вуглевози, тягачі з напівпричепами та причепами, тролейвози.
Вантажопідйомність кар'єрного автосамоскида становить 10-450 т. На Мінському автомобільному заводі створені великовантажні автосамоскиди БелАЗ вантажопідйомністю до 450 т (БелАЗ-75710). Оптимальний рівень вантажопідйомності автосамоскида встановлюється на основі техніко-економічного аналізу. Оптимальні питомі показники такі: потужність, віднесена до повної маси самоскида з вантажем 5,1-5,9 кВт/т для машин вантажопідйомністю 27-110 т.
Найпоширеніша колісна формула 4х2 (перша цифра — загальне число коліс, друга — ведучих), рідше — 4х4; для автопотягів з напівпричепами — 6х2 і 6х4.
Об'єм кузова (при певній вантажопідйомності) залежить від насипної щільності і густини матеріалу, що транспортується. У автосамоскидів із заднім розвантаженням відношення вантажопідйомності до геометричного об'єму кузова 1,7-2 (з урахуванням об'єму так званої шапки — 1,4-1,6); у вуглевозів цей показник 1,15-1,35 (величина співвідношення зростає із збільшенням вантажопідйомності).
Найбільші фірми, що виробляють кар'єрні автосамоскиди особливо великої вантажопідйомності, — Caterpillar (США), Liebherr (Німеччина), Komatsu, Hitachi (Японія), БелАЗ (Білорусь).

## Джерело
- Мала гірнича енциклопедія : у 3 т. / за ред. В. С. Білецького. — Д. : Донбас, 2004. — Т. 1 : А — К. — 640 с. — ISBN 966-7804-14-3.